# Epidendrum dipus
Epidendrum dipus là một loài lan in the genus Epidendrum.